# Henry Cavendish (2e duc de Newcastle)
Henry Cavendish, 2e duc de Newcastle-upon-Tyne, (24 juin 1630 – 26 juillet 1691), titré vicomte Mansfield jusqu'en 1676, est un homme politique anglais, qui siège à la Chambre des Communes de 1660 à 1676, puis hérite du duché.
Il est le seul fils de William Cavendish (1er duc de Newcastle) et de sa première épouse, Elizabeth Basset. Ses grands-parents maternels sont William Basset et Judith Austen, fille de Thomas Austen.
En avril 1660, Lord Mansfield est élu député pour le Derbyshire au Parlement de la Convention. Il est élu député de Northumberland en 1661 pour le Parlement cavalier. En 1676 il hérite du titre de Duc de Newcastle.

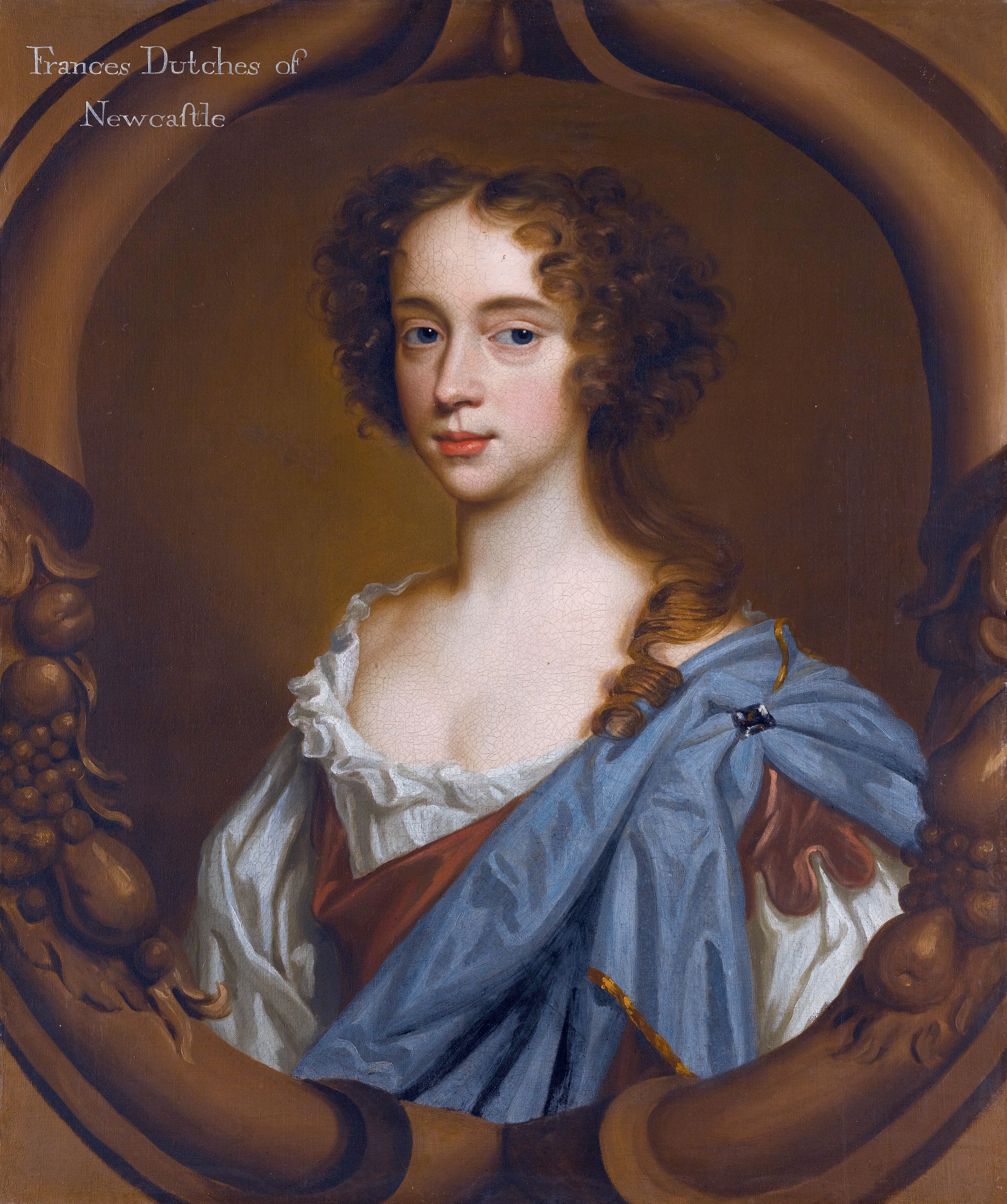
Frances Pierrepont, duchesse de Newcastle (Mary Beale)

## Famille
En 1652, Henry épouse Frances Pierrepont (b. 1er septembre 1630 à Thoresby, Nottinghamshire, d. 23 septembre 1695 à Londres), fille de William Pierrepont (qui est le fils de Robert Pierrepont (1er comte de Kingston-upon-Hull)), et ils ont six enfants:
- Elizabeth Cavendish (1654-1734), connue comme la "Mad Duchesse", qui épouse d'abord Christopher Monck, 2e duc d'Albemarle; sans descendance. Elle épouse ensuite Ralph Montagu (1er duc de Montagu); sans descendance.
- Henry Cavendish, comte de Ogle (1659 – 1er novembre 1680), qui épouse Elizabeth Seymour, duchesse de Somerset, le 27 mars 1679; sans descendance.
- Frances Cavendish (25 juin 1660 – 4 février 1690), qui épouse John Campbell, 2e comte de Breadalbane et de Hollande (19 novembre 1662 – 23 février 1752) avant 1690; sans descendance.
- Margaret Cavendish (22 octobre 1661 – 24 décembre 1716), qui épouse John Holles (1er duc de Newcastle) le 1er mars 1690 et a une descendance, qui bénéficie de la deuxième création du duché en 1694, après l'extinction en 1691).
- Catherine Cavendish (14 janvier 1665 – 20 avril 1712), qui épouse Thomas Tufton (6e comte de Thanet), le 14 août 1684.
- Arabella Cavendish (19 août 1673 – 4 juin 1698), qui épouse Charles Spencer (3e comte de Sunderland), le 12 janvier 1695.

Le département des Manuscrits et Collections Spéciales de L'Université de Nottingham est titulaire d'un certain nombre de documents relatifs au 2e duc de Newcastle: les Cavendish Papiers (Pw 1), une partie de la collecte Portland (Welbeck), de quelques-unes de ses papiers personnels; et la collection Newcastle (Clumber) (Ne) comprend la succession des papiers de famille.
Henry est le plus proche ancêtre direct de Charles, Prince de Galles et de sa seconde épouse, Camilla Parker Bowles,.